# Пономарёва, Анна Пименовна
А́нна Пи́меновна Пономарёва (1921—1997) — советская волейболистка, игрок сборной СССР (1949—1952). чемпионка мира 1952, 3-кратная чемпионка Европы. Нападающая. Мастер спорта СССР (1949).
Выступала за команды: 1947—1949 — ЛДО (Ленинград), 1950—1957 — «Медик»/«Буревестник» (Ленинград). Бронзовый призёр чемпионата СССР 1953 в составе «Медика» и чемпионата СССР и Спартакиады народов СССР 1956 года в составе сборной Ленинграда.
В сборной СССР в официальных соревнованиях выступала в 1949—1952 годах. В её составе: чемпионка мира 1952, трёхкратная чемпионка Европы (1949, 1950 и 1951).